# WinEdt
WinEdt — shareware-редактор для файлов ASCII и оболочка для Microsoft Windows. Основная сфера использования программы — это создание TeX- и LaTeX-документов; также широко используется для редактирования документов HTML и других текстовых файлов. Программа изначально настроена, чтобы послужить удобным визуальным редактором для большого числа TeX-систем, включая MiKTeX, TeX Live и других. Схемы подсветки синтаксиса, написанные автором программы, Александром Симоник (Aleksander Simonic), с чистого листа, могут быть настроены для различных режимов (HTML, ΤΕΧ и прочие), а многоязыковая проверка орфографии поддерживает множество языков, словари для которых доступны для скачивания на сайте сообщества WinEdt. Редактор поддерживает все шаги процесса обработки DVI- и PDF-файлов.

## Особенности
- MDI-интерфейс, поддерживающий управление включаемыми файлами в файле проекта WinEdt;
- Подсветка синтаксиса;
- Структура документа и оглавление отображаются в собираемом меню;
- Управление библиографией и метками;
- Настраиваемый запуск программ LaTeX, TeX, AMSTeX, PDFLaTeX, PDFTeX, LuaLaTeX, LuaTeX, XeLaTeX, XeTeX, TeXify, PDFTeXify, BibTeX, MakeIndex, dvi2ps, dvi2pdf, ConTeXt, MetaPost, MetaFont, TeX4ht и TtH;
- Доступ к математическим символам и средствам форматирования текста через кнопки графического интерфейса;
- Поддержка прямого и обратного поиска при просмотре DVI-файлов в  просмотрщике Yap из MiKTeX и PDF-файлов в SumatraPDF;
- В WinEdt входит полноценный язык макросов с возможностью записи и воспроизведения;
- Парсинг ошибок компиляции документа.

## История
- 1993 — WinEdt разработан Aleksander Simonic при поддержке Adriana McCrea (вместе они называют себя «WinEdt Team») для Windows 3.1.
- 1995 — программа подгружена разработчиками на CTAN как shareware для Windows 3.1 и Windows 95.
- 1997 — открыт список рассылки и форум для пользователей программы.
- 2008 — выпущена версия 5.6, которая бесперебойно работает на Windows XP и Vista.
- 2010, 17 марта — вышла версия 6.0 для Windows 2000, XP и 7.
- 2012, март — вышел WinEdt 7 с полной поддержкой Юникода (исполняемый файл тестировался под 32- и 64-битными версиями ОС).
- 2013, май — вышел WinEdt 8.
- 2014, август — вышел WinEdt 9.
- 2016, апрель — вышел WinEdt 10.